# Steven Lisberger
Steven M. Lisberger (nascut el 24 d'abril de 1951) és un cineasta i animador estatunidenc. És conegut sobretot per escriure i dirigir la pel·lícula de 1982 Tron.

## Primers anys i educació
Lisberger va néixer el 1951 a Nova York i va créixer a Hazleton (Pennsilvània). Sobre el seu origen ètnic, va dir que el seu pare era jueu mentre que el costat de la seva mare era mig jueu i mig cristià, tots dos nadius alemanys. Lisberger va assistir a The Hill School a Pottstown i a Tufts University. El 1974 es va graduar de l'Escola del Museu de Belles Arts de Boston, Massachusetts.

## Carrera
Mentre assistia a la Tufts University, Lisberger i cinc associats van formar els Lisberger Studios. El seu primer projecte destacat va ser Cosmic Cartoon, que va guanyar una nominació als Student Academy Award l'any 1973. També va aparèixer a la pel·lícula d'antologia d'estrena nacional, Fantastic Animation Festival, el 1977. A través de la seva empresa, Lisberger Studios, Lisberger va dirigir la producció d'anuncis, seqüències de títols i segments de llargmetratges per a programes, com ara Make a Wish  i Rebop.
El 1978, després de traslladar-se a Venice (Los Angeles), Lisberger i el seu soci comercial Donald Kushner van concebre i van produir una pel·lícula d'animació de 90 minuts, Animalympics, per a NBC la cobertura dels Jocs Olímpics d'Estiu de 1980. Després van dedicar els seus esforços creatius al desenvolupament de Tron a The Walt Disney Company. Va ser llançat el 1982 i des de llavors s'ha convertit en un clàssic de culte.
La seva pel·lícula La gran persecució (1987) inclou un dels primers papers parlants de Ben Stiller.
El 1989, Lisberger va dirigir Slipstream, encara que la pel·lícula va ser un fracàs crític i comercial.
Lisberger va passar la major part de les dècades de 1990 i 2000 escrivint guions, diversos d'ells seleccionats per diversos estudis.
El 2007, es va anunciar que ell i Jessica Chobot estaven treballant junts en un projecte cinematogràfic anomenat Soul Code, encara que mai es va produir.
Lisberger va intentar durant anys convèncer Disney perquè desenvolupés una seqüela de Tron, encara que el projecte sovint languideix en l'infern del desenvolupament. Finalment, Disney va donar llum verda a Tron: Legacy, i es va estrenar el 2010 del qual Lisberger va ser productor. La pel·lícula va ser un èxit a taquilla i va ser seguida per una sèrie de televisió, Tron: Uprising.

## Vida personal
Lisberger i la seva dona, Peggy, viuen a Santa Monica (Califòrnia) i tenen un fill anomenat Carl.

## Filmografia
| Any  | Pel·lícula         | Director | Guionista | Productor | Notes                                            |
| ---- | ------------------ | -------- | --------- | --------- | ------------------------------------------------ |
| 1973 | Cosmic Cartoon     | Sí       | No        | No        | Curtmetratge; també animador & director artístic |
| 1980 | Animalympics       | Sí       | Sí        | Sí        | Teleilm                                          |
| 1982 | Tron               | Sí       | Sí        | No        | També efectes visuals                            |
| 1987 | La gran persecució | Sí       | Sí        | No        |                                                  |
| 1989 | Slipstream         | Sí       | No        | No        |                                                  |
| 2010 | Tron: Legacy       | No       | No        | Sí        | Cameo com "Shaddix"                              |
| 2020 | Prop Culture       | No       | No        | No        | Ell mateix, Episodi: "Tron"                      |
| TBA  | Tron: Ares         | No       | No        | Executive |                                                  |